# Собянин, Иван Васильевич
Иван Васильевич Собянин (1915—1974) — старший сержант Рабоче-крестьянской Красной Армии, участник Великой Отечественной войны, Герой Советского Союза (1945).

## Биография
Иван Собянин родился в 1915 году в деревне Мартино (ныне — Красновишерский район Пермского края). После окончания начальной школы работал забойщиком на приисках. В июне 1941 года Собянин был призван на службу в Рабоче-крестьянскую Красную Армию и направлен на фронт Великой Отечественной войны.
К сентябрю 1944 года старший сержант Иван Собянин командовал отделением 61-го отдельного моторизованного понтонно-мостового батальона 7-й моторизованной понтонно-мостовой бригады 65-й армии 1-го Белорусского фронта. Отличился во время освобождения Польши. 5 сентября 1944 года отделение Собянина на понтонах переправило в кратчайшие сроки две артиллерийские батареи на западном берегу Нарева в районе населённого пункта Карневе к северу от Сероцка. Ночью того же дня он построил пристань для перевозки боеприпасов и подразделения, что позволило удержать плацдарм.
Указом Президиума Верховного Совета СССР от 24 марта 1945 года старший сержант Иван Собянин был удостоен высокого звания Героя Советского Союза с вручением ордена Ленина и медали «Золотая Звезда».
После окончания войны Собянин был демобилизован. Проживал и работал в городе Ивдель Свердловской области. Скончался 5 ноября 1974 года.
Был также награждён орденом Красного Знамени, двумя орденами Отечественной войны 2-й степени, орденом Красной Звезды и рядом медалей.
В честь Собянина названа улица в Ивделе.